# 大学校の名のつく日本の専修学校一覧
大学校の名のつく日本の専修学校一覧（だいがっこうのなのつくにほんのせんしゅうがっこういちらん）

## 北海道
- 自動車大学校#北海道
- 専門学校北海道リハビリテーション大学校（学校法人吉田学園）
- 専門学校北海道保健看護大学校（学校法人吉田学園）
- 専門学校北海道福祉大学校（学校法人吉田学園）
- 専門学校北海道体育大学校（学校法人吉田学園）
- 北海道立農業大学校

## 青森県
- 青森県営農大学校

## 岩手県
- 岩手県立農業大学校

## 宮城県
- 自動車大学校#宮城県
- 宮城県農業大学校

## 山形県
- 山形県立農業大学校

## 福島県
- 国際アート&デザイン大学校
- 国際情報工科自動車大学校
- 国際ビジネス公務員大学校
- 国際医療看護福祉大学校

## 茨城県
- 自動車大学校#茨城県
- 茨城県立農業大学校

## 栃木県
- 自動車大学校#栃木県
- 栃木県立衛生福祉大学校

## 群馬県
- 自動車大学校#群馬県
- 群馬県立農林大学校（専門課程）

## 埼玉県
- 自動車大学校#埼玉県
- 埼玉県農業大学校
- 専門学校日本医科学大学校（学校法人村上学園）

## 千葉県
- 自動車大学校#千葉県

## 東京都
- 自動車大学校#東京都
- 日本医療ビジネス大学校（学校法人村上学園、旧: 日本健康ビジネス専門学校）
- 日本農業経営大学校（一般社団法人アグリフューチャージャパン）

## 新潟県
- 自動車大学校#新潟県
- 新潟県農業大学校（専門課程）

## 石川県
- 日本航空大学校

## 山梨県
- 山梨県立農業大学校（専門課程）

## 長野県
- 長野県福祉大学校
- 長野県林業大学校
- 八ヶ岳中央農業実践大学校
- 長野県農業大学校（専門課程）

## 静岡県
- 自動車大学校#静岡県
- 専門学校中央医療健康大学校
- 専門学校静岡医療科学専門大学校

## 愛知県
- 自動車大学校#愛知県
- 愛知県立農業大学校

## 三重県
- ユマニテク医療福祉大学校（学校法人大橋学園）
- 三重県農業大学校

## 滋賀県
- 滋賀県立農業大学校

## 京都府
- 自動車大学校#京都府
- 京都伝統工芸大学校
- 京都建築大学校
- YIC京都工科大学校
- 京都府立林業大学校

## 兵庫県
- 自動車大学校#兵庫県
- 兵庫県立農業大学校（専門課程）
- 兵庫県立林業大学校（専門課程）

## 和歌山県
- 和歌山県農林大学校（専門課程）

## 鳥取県
- 鳥取県立農業大学校（専門課程）

## 岡山県
- 朝日医療大学校
- 岡山県農業総合センター農業大学校（専門課程）
- 自動車大学校#岡山県
- 中国四国酪農大学校

## 広島県
- 自動車大学校#広島県
- 広島工学院大学校
- 広島県立農業技術大学校（専門課程）

## 山口県
- 専門学校YICリハビリテーション大学校
- 山口県立農業大学校（専門課程）

## 徳島県
- 徳島県立農林水産総合技術支援センター農業大学校

## 香川県
- 香川県立農業大学校（専門課程）
- 穴吹医療大学校

## 愛媛県
- 自動車大学校#愛媛県
- 河原医療大学校
- 愛媛県立農業大学校（専門課程）

## 福岡県
- 自動車大学校#福岡県
- 九州リハビリテーション大学校 （学校法人東筑紫学園）

## 熊本県
- 熊本県立農業大学校

## 大分県
- 大分県立農業大学校（専門課程、農業者研修教育施設）

## 鹿児島県
- 鹿児島県立農業大学校（専門課程）